# My Moment
 (octobre 2011).
Si vous disposez d'ouvrages ou d'articles de référence ou si vous connaissez des sites web de qualité traitant du thème abordé ici, merci de compléter l'article en donnant les références utiles à sa vérifiabilité et en les liant à la section « Notes et références ».

My moment est le deuxième single de Rebecca Black dans lequel elle évoque les évènements positifs qui lui sont arrivés après son lynchage médiatique à la suite de son tout premier single Friday.